# Константин Хагаренски
Свети новомученик Константин је хришћански светитељ. Рођен је као муслиман на острву Митилени. У хришћанској традицији помиње се да је исцељен од тешке болести помоћу свете водице у цркви и да је видео друга чуда православне вере, он се крстио у Светој гори у скиту Капсокаливском. Касније су га Турци ухватили и после мучења од четрдесет дана обесили у Цариграду 2. јуна (15. јуна) 1819. године.
Српска православна црква слави га 2. јуна по црквеном, а 15. јуна по грегоријанском календару.